# Ubaye-Serre-Ponçon
Ubaye-Serre-Ponçon é uma comuna francesa na região administrativa da Provença-Alpes-Costa Azul, no departamento dos Alpes da Alta Provença. Estende-se por uma área de 62,48 km². Em 2010 a comuna tinha 773 habitantes (densidade: 12,4 hab./km²).
A municipalidade foi estabelecida em 1 de janeiro de 2017 e consiste na fusão das antigas comunas de La Bréole e Saint-Vincent-les-Forts.